# Прапор Самбірського району
Пра́пор Са́мбірського райо́ну затверджений 27 вересня 2002 р. на сесії Самбірської районної ради.
Автор — А. Гречило.

## Опис
Прапор має зелене прямокутне полотнище, зі співвідношенням сторін 2:3, яке складається з п'яти горизонтальних смуг (зелений, білий, синій, знову білий і знову зелений; співвідношення смуг як 5:1:3:1:5). У центрі розміщений жовтий олень у стрибку, у верхньому куті на відстані 1/8 ширини прапора (або 1/12 його довжини) від ратища зображена жовта бойківська розетка (діаметром в 1/4 ширини прапора).
Штандарти голови Самбірської районної ради та голови райдержадміністрації: квадратне темно-зелене (для голови РДА — темно-синє) полотнище, у центрі — великий герб району.

## Значення символіки

Векторизований малюнок прапора Самбірського району

Олень є представником місцевої фауни, він також у відмінній поставі фігурує на гербі міста Самбора.
Бойківська розетка (солярний знак) вказує, що південна частина району входить до регіону Бойківщини, а також підкреслює роль Самбора в розвитку досліджень над цією етнографічною зоною.
Синя смуга символізує річку Дністер, що протікає по території району і ділить його на дві частини, зелений колір означає багаті природні ресурси Прикарпаття.